# Giuseppe Sandri
Giuseppe Sandri (Faedo, 26 agosto 1946 – Pretoria, 30 maggio 2019) è stato un vescovo cattolico e missionario italiano.

## Biografia
Originario di Faedo, in provincia ed arcidiocesi di Trento, entra nella congregazione dei comboniani il 15 agosto 1968 con la professione temporanea. Il 15 agosto 1971 emette la professione solenne mentre il 27 maggio 1972 è ordinato sacerdote.
Il 6 novembre 2009 viene nominato da papa Benedetto XVI vescovo di Witbank. Riceve la consacrazione episcopale il 31 gennaio 2010 dall'arcivescovo di Johannesburg Buti Joseph Tlhagale, O.M.I., co-consacranti Hugh Patrick Slattery, M.S.C., vescovo emerito di Tzaneen, e Mogale Paul Nkhumishe, vescovo di Polokwane.
Muore a Pretoria il 30 maggio 2019 all'età di 72 anni.

## Genealogia episcopale
La genealogia episcopale è:
- Cardinale Scipione Rebiba
- Cardinale Giulio Antonio Santori
- Cardinale Girolamo Bernerio, O.P.
- Cardinale Scipione Rebiba
- Cardinale Giulio Antonio Santori
- Cardinale Girolamo Bernerio, O.P.
- Arcivescovo Galeazzo Sanvitale
- Cardinale Ludovico Ludovisi
- Cardinale Luigi Caetani
- Cardinale Ulderico Carpegna
- Cardinale Paluzzo Paluzzi Altieri degli Albertoni
- Papa Benedetto XIII
- Papa Benedetto XIV
- Papa Clemente XIII
- Cardinale Marcantonio Colonna
- Cardinale Giacinto Sigismondo Gerdil, B.
- Cardinale Giulio Maria della Somaglia
- Cardinale Carlo Odescalchi, S.I.
- Cardinale Costantino Patrizi Naro
- Cardinale Serafino Vannutelli
- Cardinale Domenico Serafini, Cong.Subl. O.S.B.
- Cardinale Pietro Fumasoni Biondi
- Arcivescovo Martin Lucas, S.V.D.
- Arcivescovo Denis Eugene Hurley, O.M.I.
- Arcivescovo Buti Joseph Tlhagale, O.M.I.
- Vescovo Giuseppe Sandri, M.C.C.I.